# 庫森斯灣
80°35′S 160°30′E / 80.583°S 160.500°E
庫森斯灣是南極洲的海灣，位於羅斯冰架，處於塞尼亞角和戈德施密特角之間，長20公里，以新西蘭空軍中尉命名，現時由南極條約體系管理。